# Lee Trevino
Pour les articles homonymes, voir Trevino.
Lee Trevino, né le 1er décembre 1939 à Dallas, est un golfeur américain.

## Palmarès

### Majeurs
- US Open de golf 1968, 1971
- British Open de golf 1971, 1972
- USPGA 1974, 1984

### PGA Tour
- 1968 U.S. Open, Hawaiian Open
- 1969 Tucson Open Invitational
- 1970 Tucson Open Invitational, National Airlines Open Invitational
- 1971 Tallahassee Open Invitational,FedEx St. Jude Classic, U.S. Open, Canadian Open, British Open, Sahara Invitational
- 1972 FedEx St. Jude Classic, British Open, Greater Hartford Open Invitational, Greater St. Louis Golf Classic
- 1973 Honda Classic, Ford Championship at Doral
- 1974 Greater New Orleans Open, USPGA
- 1975 Florida Citrus Open
- 1976 Colonial National Invitation
- 1977 Canadian Open
- 1978 Colonial National Invitation
- 1979 Canadian Open
- 1980 The PLAYERS Championship, FedEx St. Jude Classic, San Antonio Texas Open
- 1981 MONY Tournament of Champions
- 1984 USPGA

les victoires lors de tournois majeurs sont en gras

## Tour senior
- 1990  Royal Caribbean Classic,  Aetna Challenge,  Vintage Chrysler Invitational,  Doug Sanders Kingwood Celebrity Classic,  NYNEX Commemorative,  U.S. Senior Open,  Transamerica Senior Golf Championship
- 1991  Aetna Challenge,  Vantage At The Dominion,  Charley Pride Classic
- 1992  Vantage At The Dominion,  The Tradition,  PGA Seniors' Championship,  Las Vegas Senior Classic,  Bell Atlantic Classic
- 1993  Cadillac NFL Golf Classic,  Nationwide Championship,  Vantage Championship
- 1994  Royal Caribbean Classic,  PGA Seniors' Championship,  PaineWebber Invitational,  Bell Atlantic Classic,  BellSouth Senior Classic at Opryland,  Northville Long Island Classic
- 1995  Northville Long Island Classic,  The Transamerica
- 1996  Emerald Coast Classic
- 1998  Southwestern Bell Dominion
- 2000  Cadillac NFL Golf Classic

les victoires lors des tournois majeurs du circuit seniors sont en gras

### Autres victoires
- 1969 Coupe du monde (avec Orville Moody)
- 1971 Coupe du monde (avec Jack Nicklaus)
- 1974 World Series of Golf
- 1975 Mexican Open
- 1977 Morocco Grand Prix
- 1978 Benson & Hedges International Open, Trophée Lancôme (Circuit Européen)
- 1979 Canadian PGA Championship
- 1980 Trophée Lancôme
- 1981 Sun City Classic (South Africa), PGA Grand Slam of Golf
- 1983 Canadian PGA Championship
- 1985 Dunhill British Masters
- 1987 Skins Game
- 1991 Liberty Mutual Legends of Golf (avec Mike Hill)
- 1992 Mitsukoshi Classic, Liberty Mutual Legends of Golf (avec Mike Hill)
- 1993 American Express Grandslam
- 1994 American Express Grandslam
- 1995 Liberty Mutual Legends of Golf (avec Mike Hill)
- 1996 Liberty Mutual Legends of Golf (avec Mike Hill), Australian PGA Seniors' Championship
- 2003 ConAgra Foods Champions Skins Game

## À noter
Il existe un jeu vidéo portant le nom du golfeur : Lee Trevino's Fighting Golf.